# Алфорд
А́лфорд (англ. Alford) — город в Шотландии, в области Абердиншир. Расположен на реке Дон, в 37 км к западу от Абердина. Неподалёку от города произошла битва при Алфорде (1645 г.), одно из сражений Гражданской войны в Шотландии. В нескольких километрах к югу от города находится замок Крейгивар.